# Stowarzyszenie Zawodowych Szachistów
Stowarzyszenie Zawodowych Szachistów (ang. Professional Chess Association – PCA) – organizacja szachowa założona przez Garriego Kasparowa i Nigela Shorta w 1993 roku.
Stowarzyszenie powstało wskutek niezaakceptowania przez Kasparowa i Shorta warunków finansowych dotyczących meczu o mistrzostwo świata, zaproponowanych przez ówczesnego prezydenta FIDE, Florencio Campomanesa. Głównym punktem spornym był zapis w regulaminie, zapewniający FIDE znaczną część funduszu nagród. Arcymistrzowie uważali, iż fundusz ten powinien być w całości podzielony pomiędzy uczestników meczu. W wyniku sporu nie przystąpili do zorganizowanego przez FIDE meczu i zostali z tej organizacji wykluczeni (mecz rozegrali wówczas Anatolij Karpow i Jan Timman).
Po wykluczeniu z FIDE Kasparowa i Shorta zorganizowali oni w roku 1993 w Londynie mecz, zakończony zwycięstwem Kasparowa w stosunku 12½ – 7½. W kolejnych dwóch latach PCA zorganizowało częściowo wzorowany na rozgrywkach FIDE cykl wyłonienia przeciwnika dla mistrza świata, składający się z turnieju międzystrefowego oraz meczów pretendentów, których zwycięzcą został Viswanathan Anand. W rozegranym w roku 1995 w Nowym Jorku drugim meczu o mistrzostwo świata PCA Garri Kasparow obronił tytuł, pokonując Ananda w stosunku 10½ – 7½. Kolejnego cyklu rozgrywek nie udało się już zorganizować w wyniku rezygnacji firmy Intel ze sponsorowania PCA. W roku 1996 stowarzyszenie zawiesiło działalność.
Powstanie PCA i organizacja konkurencyjnego meczu o tytuł mistrza świata spowodowało rozłam w szachowym świecie. W wyniku organizowania przez FIDE kontrowersyjnych rozgrywek pucharowych oraz faktu, iż nie uczestniczyli w nich ani Garri Kasparow, ani Władimir Kramnik (który pokonał Kasparowa w roku 2000 w meczu rozegranym pod auspicjami organizacji Braingames), nie było jednomyślności, kto oficjalnie jest najsilniejszym szachistą świata. Dopiero zjednoczeniowy mecz pomiędzy Władimirem Kramnikiem i mistrzem świata FIDE Weselinem Topałowem, który odbył się w roku 2006 w Eliście doprowadził do wyłonienia jednego oficjalnego mistrza świata, którym został Kramnik.